# Mateo Seoane
Mateo Seoane, né le 9 février 2004 à Buenos Aires, est un footballeur argentin qui évolue au poste de milieu défensif au Vélez Sarsfield.

## Biographie

### Carrière en club
Formé au Vélez Sarsfield et passé par son équipe réserve, Mateo Seoane fait ses débuts avec l'équipe première de Mauricio Pellegrino le 24 avril 2022, lors d'un match de Copa de la Liga contre Barracas Central.
Il fait partie d'un ensemble de très jeunes joueurs qui s'impose dans l'équipe première de Vélez, à l'image de Mateo Pellegrino (en), Valentín Gómez, Julián Fernández, Santi Castro ou Gianluca Prestianni,, jouant notamment un rôle dans le parcours du club en Copa Libertadores, où il se défait d'équipes comme River Plate pour atteindre les demi-finales de la compétition, avant d'échouer face au Flamengo.

### Carrière en sélection
Convoqué en équipe de jeune avec l'Argentine dès les moins de 15 ans, Castro intègre ensuite l'équipe des moins de 20 ans de Javier Mascherano à l'été 2022,.